# Неонатална хемохроматоза
Неонатална хемохроматоза (НХ) је редак поремећај складиштења гвожђа присутан при рођењу који карактерише повезаност тешке хепатоцелуларне инсуфицијенције са хипербилирубинемијом, знацима крварења, едема, асцитеса, хипогликемије и лактацидозе са малим или нимало повишеним трансаминазама. То је посебан ентитет који се разликује од других облика хемохроматозе по својој патогенези и молекуларном пореклу.
Како је НХ веома неуобичајено стање и тешко га је дијагностиковати, па ако лекар посумња на ову болест, мора хитно урадити лабораторијске тестове, укључујући биопсију јетре, МРТ или тест крви, јер је правовремена дијагноза важан чинилац ефикасне терапије.
Бебе са овом болешћу могу се родити преурањено јер су у материци изложене ограничењема раста. Болест погађа отприлике 1 од 200.000 живорођених.

## Опште информације
Пошто је примећено да се јавља код браће и сестара, НХ је првобитно класификован као део породице наследних поремећаја хемохроматозе (ОМИМ 231100 ). Међутим, клинички докази прикупљени током неколико деценија сугеришу да НХ није болест сама по себи, већ да је последица оштећења феталне јетре. Стога је уследила потрага за наследним узроком феталне болести јетре способног да произведе НХ фенотип.
Током 2010. године откривено је да јетра у случајевима НХ показује доказе о повреди хепатоцита посредованом комплементом, која у датим околностима мора бити иницирана везивањем ИгГ антитела за феталне хепатоците. Овај налаз је довео до закључка да је гестацијско алоимуно обољење јетре (ГАЛД) узрок оштећења феталне јетре што доводи до скоро свих случајева НХ и до закључка да иако је НХ и урођен и породичан, није наследан. ГАЛД и НХ нису синоними: ГАЛД је болест или процес болести који узрокује тешку повреду јетре фетуса, док је НХ фенотипски израз тешког оштећења јетре код новорођенчета иницираног ин утеро, најчешће ГАЛД-ом. Штавише, ГАЛД може изазвати обољење јетре које није праћено преоптерећењем гвожђем, укључујући акутно затајење јетре код фетуса и новорођенчета. Стога се ГАЛД појавио као спектар болести са НХ као уобичајеним, али не и искључивим фенотипом. Откриће алоимуне етиологије НХ утицало је на приступе његовој дијагнози, лечењу и превенцији.

## Етиологија
Иако тачан узрок НХ остаје нејасан, назив  хемохроматоза имплицира да је гвожђе укључено у патогенезу неонаталне хемохроматозе.  Сматра се да је НХ повезан са аутоимуним одговором, у коме  имунски систем мајке грешком циља на јетру фетуса, што резултује тешком повредом јетре новорођенчета. Ако је жена имала бебу са неонаталном хемохроматозом, свако будуће дете има 80% шансе да има ову болест.  
Постоји неколико врста хемохроматозе:  
- Хемохроматоза тип 1

- Хемохроматоза тип 2

- Хемохроматоза тип 3

- Хемохроматоза тип 5

Регулација плацентни транспорт гвожђа ун фетусу обезбешује довољно гвожђа за раст и обезбеђује одговарајући капацитет фетусу за везивања кисеоника, а касније то обезбеђује и новорођенчету. Утвржено је и да многи од контролних механизама који функционишу након рођења могу да контролишу акумулацију гвожђа у исхрани,што такође делују током феталног живота. 
Феропортин је високо стимулисан геном за хемохроматозу (ХФЕ) у ћелијама трофобласта плаценте. Експресија феропортина се повећава упоредно са гестацијском старошчу и повећањем потреба фетуса за гвожђем, док фетални хепцидин регулише феталне залихе гвожђа. 
Код браће и сестара, НХ је првобитно класификован као део породичних наследних хемохроматоза. Међутим, клинички докази акумулирани током неколико деценија сугеришу да НХ није болест сама по себи, већ последица феталне повреде јетре. Стога је уследило проучавање наследним узроком феталне болести јетре способног да произведе НХ фенотип.
У 2010. године установљено је да јетра у случајевима НХ показује доказе комплементом посредоване повреде хепатоцита, која под овим околностима мора бити иницирана везивањем ИгГ антитела за феталне хепатоците. Овај налаз је довео до закључка да је гестацијска алоимуна болест јетре (ГАЛД) узрок оштећења феталне јетре што доводи до скоро свих случајева НХ1 и до закључка да иако је НХ урођен и породичан облик болести, није наследан. ГАЛД и НХ нису синоними: ГАЛД је болест или болесни процес који узрокује тешку повреду јетре фетуса, док је НХ фенотипска експресија тешке повреде јетре код новорођенчета коју је иницирао ин утеро, најчешће ГАЛД. Поред тога, ГАЛД може изазвати обољење јетре које није праћено преоптерећењем гвожђем, укључујући акутно затајење јетре код фетуса и новорођенчета. Стога се ГАЛД појавио као спектар болести са НХ као уобичајеним, али не искључивим фенотипом. Откриће алоимуне етиологије НХ утицало је на приступ његовој дијагнози, лечењу и превенцији.

## Патологија јетре
Проучавање обдукционих узорака дало је опширан опис патологије јетре у НХ. Патологија јетре у НХ са доказаном ГАЛД етиологијом (ГАЛД-НХ) је идентична оној описаној у НХ пре открића гестацијскоg алоимуноg обољењa јетре (ГАЛД). Ткиво јетре новорођенчади са ГАЛД-НХ показује тешку повреду са израженим губитком хепатоцита (често мање од 10% нормалне јетре новорођенчета). У неким случајевима хепатоцити не остају. Преживели хепатоцити показују сидерозу, гигант-ћелијску или псеудоацинарну трансформацију и каналикуларне жучне чепове. За разлику од магловитог обојења гвожђем код нормалне јетре новорођенчета, сидероза хепатоцита која се види у НХ је грубо грануларна. Тешка пан-лобуларна паренхимска фиброза је доминантна карактеристика, а регенеративни нодули се обично примећују. За око 50% пацијената може се рећи да има цирозу. Портални  системи су релативно поштеђени од повреда, а запаљење је минимално. Упала у паренхима се састоји од макрофага и неутрофила, урођених имуних ћелија које могу бити регрутоване од стране Ц3а и Ц5а током активације терминалне каскаде комплемента. Повреда хепатоцита посредована комплементом може се демонстрирати коришћењем имунохистохемијског бојења за Ц5б-9 да би се идентификовале акумулације комплекса напада на мембрану у хепатоцитима и џиновским ћелијама.
ГАЛД такође може да изазове акутну повреду јетре фетуса, што резултује мртворођеним или мртвим неонатусом. Јетра ове новорођенчади показује некрозу хепатоцита без колапса, фиброзе или упале што указује на хиперакутни процес. Можда нема сидерозе у јетри или другим ткивима. Остаје нејасно зашто се код неких новорођенчади развија ова хиперакутна инсуфицијенција јетре, док се код других јавља урођена цироза.

## Клиничка слика
Већина погођених живорођених има доказе/знаке повреде фетуса (тј. интраутерино ограничење раста и олигохидрамнион), а превремени порођај је уобичајен. Болест јетре је генерално очигледна у року од неколико сати након рођења, а НХ је један од општепризнатих узрока затајења јетре код новорођенчета. У ретким случајевима, болест јетре има продужени ток и манифестује се неколико дана до недеља након рођења. Постоји низ болести, а нека одојчад се опорављају пажљиво. Близанци могу имати различите клиничке налазе, при чему је један озбиљно погођен, а други минимално погођен. Погођена беба се често дијагностикује као сепса чак и са негативним културама. Хипогликемија, изражена коагулопатија, хипоалбуминемија и едем са или без асцитеса, олигурија су истакнуте карактеристике. Жутица се развија у првих неколико дана након рођења.

## Дијагноза
Већина случајева показује значајно повећање коњугованог и некоњугованог билирубина, са укупним билирубином изнад 30 мг/дл. Концентрације аминотрансферазе у серуму су непропорционално ниске за тај степен оштећења јетре, док су концентрације циркулишућег α-фетопротеина (АФП) карактеристично веома високе, типично 100.000 до 600.000 нг/мл (нормалне вредности за новорођенчад < 80.000 нг/мл). Смањење масе хепатоцита такође може допринети ниским нивоима; међутим, бебе које преживе уз медицинску терапију и немају очигледно смањену масу хепатоцита такође имају низак ниво аминотрансферазе у серуму. Истраживања статуса гвожђа често показују хиперсатурацију доступног трансферина, са хипотрансферинемијом и хиперферитинемијом (вредности > 800 нг/мл), које су, иако карактеристичне за НХ, неспецифичне за обољење јетре новорођенчета. Дијагноза НХ се заснива на дијагнози екстрахепатичне сидерозе: комплекс тешке болести јетре и екстрахепатичне сидерозе дефинише стање. Сидероза у јетри није дијагностичка сама по себи. Поред тога, патолошка сидероза јетре може се приметити код неколико неонаталних болести јетре.
Не постоји позната вредност садржаја гвожђа у јетри која може прецизно разликовати НХ од других узрока преоптерећења гвожђем код новорођенчета. Такође, одсуство сидерозе јетре не искључује НХ јер нека одојчад може имати акутну повреду без преоптерећења гвожђем, а други случајеви су повезани са потпуном деструкцијом хепатоцита, што искључује сидерозу јетре. Екстрахепатична сидероза код живе новорођенчади се показује бојењем гвожђем (пруско плаво, бисерна боја) ткива захваћених сидерозом или магнетном резонанцом (МРИ). Ткиво жлезде које садржи гвожђе најлакше се добија биопсијом оралне слузокоже. Операција је минимално инвазивна и када се изводи од стране компетентног оралног хирурга, не примећују се компликације. Крварење, које се потенцијално може погоршати коагулопатијом, контролише се локалним мерама и никако није озбиљан проблем. Свеже замрзнута плазма или рекомбинантни фактор ВИИ нису потребни. Морате бити сигурни да сте добили узорак који садржи субмукозне жлезде. Т2-пондерисана магнетна резонанца се такође може користити за документовање сидерозе јер ткиво оптерећено гвожђем има другачију магнетну осетљивост од нормалног ткива, посебно у јетри и панкреасу. Иако формалне студије нису спроведене, према нашем искуству, адекватна орална биопсија или Т2-пондерисана МРИ ће показати абнормално гвожђе, ау 60% случајева аутопсија ће показати присуство НХ.
На обдукцији, НХ се може показати бојењем гвожђа на типично захваћена ткива. Код новорођенчади са инсуфицијенцијом јетре или другим сумњивим клиничким околностима, као што је неимуни хидропс, треба покушати да се идентификује екстрахепатична сидероза оралном биопсијом или МР. Није неопходно истовремено радити и биопсију и МР, јер било који тест може потврдити дијагнозу. Једно треба урадити, а само ако је тај тест негативан треба урадити други. Ако је било који од њих позитиван, поставља се дијагноза НХ. Тестирање за не-ГАЛД узроке НХ (дефект синтезе жучне киселине и губитак митохондријалне ДНК због ДГУОК мутације) се затим може обавити према индикацијама како би се осигурало да је НХ секундаран у односу на ГАЛД. Ако се екстрахепатична сидероза не може доказати, може се размотрити биопсија јетре за бојење Ц5б-9. У случајевима губитка фетуса или мртворођености, увек треба узети у обзир НХ и урадити постморталне студије како би се тражила екстрахепатична сидероза. Мртво ткиво јетре се често мацерира, што чини тестирање Ц5б-9 мање корисним у овим случајевима.

## Диференцијална дијагноза
У погледу диференцијалне дијагнозе, неонатална хемохроматоза се мора разликовати од следећих болести:
- недостатка алфа-1-антитрипсина,

- билијарне атрезије

- Ниман-Пиковог синдрома типа Ц,

- Зелвегеровог синдрома

- неонаталног еритематозног лупуса.

Иако хистологија може помоћи у појединачним случајевима, обично болест показује формирање џиновских ћелија које је уобичајено код новорођенчади са хепатопатијом.

## Терапија
У прошлости је у терапији коришћен коктел антиоксиданата и хелатора гвожђа на основу хипотезе да је оштећење јетре секундарно у односу на оксидативну повреду изазвану преоптерећењем гвожђем. Након открића да је НХ узрокован ГАЛД-ом, започет је нови режим лечења употребом комбинације трансфузије са довољном разменом да би се уклонила постојећа реактивна антитела, након чега је уследила примена високе дозе интравенозног имуноглобулина (ИВИГ) (1 г/кг) на антитело.  Искуство са овим режимом лечења показује значајно побољшање у преживљавању у поређењу са претходним контролама. Стога се чини да ова нова терапија не само да нуди значајну корист за преживљавање у лечењу НХ, већ може да се примени и у мање софистицираним медицинским окружењима.
Сепса и други слични догађаји који следе главни су узрок неуспеха лечења код 20% пацијената.   Међутим, понављање тешког НХ може се спречити лечењем ИВИГ током трудноће.   
Сваком новорођенчету са затајењем јетре треба дати једну дозу ИВИГ-а док се разматра НХ. Лек је бенигни и појединачна доза представља мали ризик за новорођенче, без обзира на етиологију болести. Ако је НХ доказан, а новорођенче није побољшало стање, треба извршити заменску трансфузију, након чега следи друга доза ИВИГ-а.
Трансплантација јетре
Историјски гледано, НХ је уобичајена индикација за трансплантацију јетре у прва 3 месеца живота. Међутим, трансплантација је изузетно изазовна код ових пацијената с обзиром на њихову честу историју недоношчади, мале величине и отказивања органа. Укупни опстанак новорођенчади која примају трансплантацију јетре за индикацију НХ је приближно 35%.

## Компликације
НХ је скоро увек праћен тешким оштећењем јетре фетуса, што најчешће доводи до губиткафетуса у касном другом и трећем тромесечју, о чему сведочи историја трудноће жена које су родиле бебу са дијагнозом НХ.
Низак ниво трансферина вероватно изазива тешку болест јетре и може довести до хипогонадотропног гонадизма, хипотиреозе и срчане инсуфицијенције.

## Прогноза
Прогноза тешког НХ без терапије је веома лоша. Једном када жена роди новорођенче са НХ, вероватноћа да ће следећа трудноћа бити фатално погођена је већа од 90%. 
Објављене студије о дугорочном исходу одојчади која примају медицински третман за НХ, опорављају се довољно да оду кући у периоду од 1-4 месеца. Међутим, може проћи 2-4 године да се јетра потпуно опорави. 

## Превенција
Једном када жена роди дете са НХ, вероватноћа да ће следећа трудноћа бити смртно погођена је већа од 90%.  Међутим, понављање тешког НХ може се спречити лечењем ИВИГ током трудноће. Препорука је да се следеће трудноће лече са 1 г/кг телесне тежине (максимално 60 г) ИВИГ-а у 14. и 16. недељи, а затим недељно од 18. недеље до краја трудноће. Успех ове превентивне терапије даје подстицај за постављање дијагнозе код сваког оболелог одојчата и мртворођеног детета, како би породица могла да има здраву бебу у будућности.